# Ілясів (хутір)
Ілясів (рос. Илясов) — хутір у Фроловському районі Волгоградської області Російської Федерації.
Населення становить 4  особи. Входить до складу муніципального утворення Пригороднє сільське поселення.

## Історія
Хутір розташований у межах українського історичного та культурного регіону Жовтий Клин.
Згідно із законом від 14 лютого 2005 року № 1002-ОД органом місцевого самоврядування є Пригороднє сільське поселення.

## Населення
| 2002 | 2010 |
| ---- | ---- |
| 3    | ↗4   |